# Lucybell
Lucybell es una banda chilena de rock alternativo formada en 1991. Se hizo popular masivamente con la salida de su primer y segundo disco, Peces (1995) y Viajar (1996), que los colocaron dentro de las bandas más exitosas de su país durante los años 1990.
En 2003 la banda se trasladó a Los Ángeles (California) con el fin de internacionalizar su carrera, siendo reconocidos a nivel latinoamericano con discos como Lúmina. En la actualidad, es una de las bandas más reconocidas del rock chileno.

## Historia

### Inicios
Lucybell nace en 1991 en la Facultad de Artes de la Universidad de Chile. Marcelo Muñoz, Claudio Valenzuela y Gabriel Vigliensoni eran compañeros en la carrera de Licenciatura en Artes con mención en Sonido y Francisco González estudiaba Licenciatura en inglés. Es así como se conocen y comienzan a formar la banda, la que nace como un reflejo de los gustos de sus integrantes, principalmente, el rock británico alternativo de esa época. El nombre de la banda procede de la hija de Elizabeth Fraser y Robin Guthrie, miembros de Cocteau Twins.
Claudio Valenzuela (voz y guitarra), Francisco González (baterista), Marcelo Muñoz (bajo) y Gabriel Vigliensoni (teclados) se agruparon en 1991 bajo el nombre de Lucybell. Los inicios se remontan a actuaciones en el circuito musical universitario.
En 1992, Víctor Carrasco y Santiago Ramírez invitaron a la banda a participar en la banda sonora de la obra teatral Blue Moon. Ese mismo año Emi Odeón los invita a participar en el compilatorio Grandes Valores Del Under junto a grupos que aún no habían firmado contrato discográfico, como La Secta, La Raza, Bandanimal y Prometidas. Lucybell participó con sus dos primeros temas grabados: "De Sudor y Ternura" y "Grito Otoñal". En 1993 participan en el compilatorio Con El Corazón Aquí (editado por la Asociación de Trabajadores del Rock) con el tema "De Sudor y Ternura". En 1994 la banda firmó un contrato con EMI Music Chile para la producción de su primer disco, llamado Peces.

### Peces(1995)
Peces, debut de Lucybell, alcanzó disco de oro en 6 meses, y disco de platino 4 meses más tarde, que los convirtió en una de las bandas más prometedoras de la escena de rock nacional.
El primer vídeo de Peces, De Sudor y Ternura, fue producido y realizado por Lucybell, pero debido a que aún la banda no había firmado con EMI, fue pobremente difundido.
Más tarde apareció un segundo sencillo, Vete, el cual es elegido como la mejor canción del año por varias radios en Chile. El vídeo de Vete, dirigido por Ariel Guelfenbein, ingresó rápidamente a la rotación de MTV.
Luego, Cuando respiro en tu boca, es lanzado como sencillo, con buena recepción de la radios locales, y el vídeo de este sencillo también logra una buena rotación en MTV.
La banda es elegida Grupo Revelación de 1995 por la Asociación de Periodistas de Espectáculos (APES) y recibe el Premio a la Música Chilena, otorgado por el programa Top 30.

### Viajar(1996)
Lanzado en octubre de 1996. Fue producido por Mario Breuer y Lucybell para el sello EMI Odeón Chilena. Fue grabado en los estudios Master y Kadorna, ambos en Santiago de Chile, mezclado en estudios Master y Masterizado en Soundesigner, Buenos Aires, Argentina.
El disco recibió buenas críticas en la época y se convirtió en disco de oro a los meses de su lanzamiento, y posteriormente Disco de Platino.
A fines de 1997, obtienen por segunda vez el premio APES (Asociación de Periodistas de Espectáculos), pero esta vez con el premio a El Mejor Grupo de Chile 1997 y en ese mismo año (1997), son invitados al Festival de la Canción de Viña del Mar 1998.
El primer sencillo de este disco es Mataz, el que anteriormente había sido lanzado como EP, el segundo sencillo es Carnaval y el tercero Viajar.
Las canciones de este disco, al igual que el disco Peces, están altamente influenciadas por el rock alternativo británico de los 80 y comienzos de los 90, con grupos como My Bloody Valentine, Lush, The Cure y Cocteau Twins.[cita requerida] Comparado con el anterior (Peces), las canciones de este disco son un poco más lentas y más reflexivas.
En abril de 2008, la edición chilena de la revista Rolling Stone situó a este álbum como el 49.º mejor disco chileno de todos los tiempos.
En 1997 el sencillo "Viajar" Logra ingresar a la lista PRO-W Music San Miguel, lista de música no comercial de PERU en donde logra ingresar en la top Ten consiguiendo ser el primer grupo chileno en lograr ingresar a PRO-W

### Lucybell(1998)
El álbum fue lanzado en noviembre de 1998 en Chile y posteriormente al resto de Iberoamérica.
Es el último álbum de estudio que lanzó el grupo como cuarteto, tras el alejamiento de Marcelo Muñoz y Gabriel Vigliensoni de la agrupación en 1999. Además, el también llamado disco rojo es el último álbum de estudio publicado bajo el alero de la compañía discográfica EMI Odeón Chilena.
El 13 de febrero de 1998 participaron en el Festival Internacional de la Canción de Viña del Mar. El mismo año publicaron Lucybell, disco homónimo producido por Óscar López y Lucybell. El 18 de septiembre de 1999, en Valparaíso, la banda se presentó por última vez con su formación original. Esto, porque Gabriel Vigliensoni y Marcelo Muñoz decidieron abandonar la banda. En su reemplazo ingresó Eduardo Caces Pérez como bajista.
Este disco es considerado como un álbum de culto por gran parte de sus seguidores ya que explora en gran parte la creatividad de la banda pasando desde estilos como el bossanova hasta el trip hop, fuertemente influenciado por la música alternativa de finales de los años 90. Si bien en la actualidad la crítica y los fans lo consideran uno de los mejores discos de Lucybell, el disco en su época no tuvo el mismo recibimiento por parte del público en general, marcado por tensiones internas entre los miembros de la banda, el disco no tuvo la misma difusión que sus antecesores.

### Grandes éxitosyAmanece(2000)
Grandes éxitos es el primer álbum recopilatorio del grupo musical chileno Lucybell. El álbum fue lanzado en 2000, por medio de la compañía discográfica EMI Odeón Chilena.
Este álbum recopilatorio contiene los sencillos promocionales de los álbumes Peces, Viajar y Lucybell, incluyendo además dos canciones que no fueron lanzadas como sencillos y el cover "Sol invisible", incluido en el álbum tributo a The Police Outlandos D'Americas: A Rock en Español Tribute to The Police.
Con este álbum, Lucybell finaliza su contrato contrato con la compañía discográfica EMI Odeón Chilena para cambiarse a la discográfica Warner Music Chile.
Amanece es el cuarto álbum de estudio de la banda de rock chilena, Lucybell, lanzado el año 2000. Fue producido por Eduardo Bergallo y Lucybell. 
El disco corresponde a un disco transicional en el estilo Lucybell, por el sonido más orientado a programaciones y sintetizadores así como los aportes del baterista Francisco González. Para las grabaciones de este disco, para ocupar el puesto de bajista, que antes ocupaba Marcelo Muñoz, entrará el bajista Eduardo Caces Pérez.
Para este disco, los integrantes de Lucybell se vuelven multiinstrumentalistas, ya que a veces Eduardo Caces Peréz tocara el bajo, guitarra y teclados, Claudio Valenzuela, el teclado y Francisco González, el bajo o el teclado.
Además en este disco se contó con la presencia de un artista invitado, el músico Jorge Lobos Medel (La Negra Ester), que tocó la trompeta en las versiones de estudio de los temas 'Luces No Bélicas' y 'Esfera'. Para las presentaciones en vivo, sin embargo, se invita al trompetista Claudio Figueroa.

### Sesión Futura(2001) yTodos sus éxitos(2003)
Sesión Futura es el primer álbum en vivo, y fue grabado en el Centro Cultural 602 ex  Teatro de la Esquina de Santiago de Chile, el 14 y 15 de agosto de 2001. Cabe mencionar, que este disco en el corto tiempo se transforma, por su cantidad de ventas, en disco de oro, y posteriormente, Disco de Platino. Posteriormente, Lucybell, a los pocos meses, lanzó el DVD de Sesión Futura. Con este disco en vivo, Lucybell celebra sus 10 años. Este disco cuenta con 2 canciones inéditas hasta ese tiempo: "Mil Caminos" y "Tu Sangre".
Todos sus éxitos en un disco recopilatorio de la banda de rock chilena, Lucybell. La filial chilena de EMI reedita Grandes éxitos el año 2003. Las canciones de este disco, corresponden al periodo de canciones de Lucybell, entre 1991-1999. Además se lanza un DVD llamado, Lucybell "Todos Sus videos". El 20 de febrero de 2003 se presentaron por segunda vez en el Festival Internacional de la Canción de Viña del Mar .

### Sálvame la Vida EP(2003) yLúmina(2004)
Lucybell adelantaría parte de lo que sería Lúmina, lanzando este EP promocional, que incluye el tema Sálvame la vida, que sería lanzado como sencillo del mencionado LP. Sálvame la vida trae covers de Lucybell de grupos como Soda Stereo, Los Prisioneros y The Police, más uno de Violeta Parra. Este EP también incluye el tema "Ver el Fin" de la película Chilena, Sangre Eterna.
Lúmina fue lanzado el año 2004 y producido por Adam Moseley en conjunto con la banda. El disco fue grabado, mezclado y masterizado en los Estudios The Boat, en Los Ángeles, California, en los Estados Unidos. Lúmina, alcanzó el rango de Disco de oro, en Chile y en México.
En este disco, el baterista de Lucybell, Francisco González, debuta en voz interpretando tres temas. Más tarde, en el año 2005, sale a la venta Lúmina 2.0, que es el disco Lúmina más un DVD promocional con los sencillos de este disco.
En el 2004 Lucybell participó en el álbum tributo a Pablo Neruda, Marinero En Tierra 2 (Warner Music) con su versión del poema "Agua Sexual". Su canción "Sólo Crees Por Primera Vez" fue elegida como tema central de la telenovela Destinos Cruzados (2004-2005, TVN). En mayo de 2005, Francisco González, miembro fundacional de la banda, hace público su alejamiento de la agrupación por motivos personales y profesionales. La necesidad de mayor independencia para trabajar en su proyecto musical fue uno de los motivos fundamentales. En su lugar entra el baterista de la banda chilena de rock Dracma, Cote Foncea .

### Comiendo Fuego(2006) yComiendo + Fuego(2007)
Comiendo fuego es el sexto álbum de estudio de la banda de rock chilena, Lucybell, lanzado el año 2006. Fue producido por Adam Moseley y Lucybell. El disco se empezó a grabar en Los Estudios Foncea, en Santiago de Chile, se masterizó en los estudios Panda en Buenos Aires, Argentina y se mezcló en los Estudios The Boat, en Los Ángeles, California, en los Estados Unidos.
Lucybell al firmar con Warner Music México se transforma en el segundo grupo de rock chileno en hacerlo, después de La Ley.
Es el primer disco con Cote Foncea como baterista tras la partida de Francisco González. El sonido de este disco es más rápido, más roquero, con líricas más sencillas y menos electrónico, comparado con otros álbumes.
El 24 de febrero de 2007, un día antes de presentarse por cuarta vez en el XLVIII Festival Internacional de la Canción de Viña del Mar, el grupo lanzó una reedición de Comiendo Fuego, que llevó por nombre Comiendo + Fuego.
Esta edición incluyó el álbum original con tres temas extras, además de un DVD. En dicha edición del Festival Internacional de la Canción de Viña del Mar, el grupo obtuvo una antorcha de plata, una antorcha de oro y la gaviota de plata. Luego, en marzo del 2007, Lucybell culminó con dos presentaciones en el teatro Teletón los días 16 y 17, en conmemoración de los 15 años de la banda, siendo estos sus últimos conciertos antes de volver a México.

### Aquí y Ahora (Lo mejor de) Lucybell,Primitivo EP(2007) ySesión Primitiva(2008)
Aquí y ahora fue lanzado por Warner Music México como disco recopilatorio, poco después del cierre de contrato entre Lucybell y ésta. Este álbum reúne todos sus éxitos desde el año 1991, pero dando prioridad al álbum Comiendo fuego.
En noviembre de 2007, Lucybell lanzó un EP llamado Primitivo, grabado como banda independiente. Cuenta con seis canciones del cual su primer sencillo es "Sur" el que fue estrenado en las radios nacionales el 8 de octubre de 2007; posteriormente comenzó a rotar "Cometas" como nuevo sencillo. La placa genera un cambio notable en el sonido característico de Lucybell, debido a su sonido más cercano al hard rock.
El 3 y 4 de enero, la banda grabó el material que se hizo parte de Sesión Primitiva, disco en vivo que fue lanzado a la venta el 20 de noviembre de 2008. La entrega cuenta con 13 canciones en vivo más otras dos inéditas. El día 21 de noviembre Lucybell participa de un concierto en conjunto con la banda argentina Babasónicos, para la segunda versión del Universia U-Rock.

### Fénix(2010)
Luego de esto, se inició un proceso de independización de los integrantes, donde cada uno comenzó a trabajar en proyectos personales; Claudio Valenzuela realizó su primera producción en solitario titulado Gemini, mientras Eduardo Caces Péreztrabajó con Galatea (banda)  y Cote Foncea retomó trabajos con su antigua banda De Kiruza. Esto permitió a Lucybell explorar nuevos sonidos, para así trabajar en un nuevo proyecto discográfico titulado Fénix bajo la producción musical de Gustavo Pinochet (Guz). En julio de 2010, Lucybell lanza su primer sencillo Ave Fénix, obteniendo un récord en descargas desde su sitio oficial. En agosto del 2010, el nuevo disco salió a la venta con el nombre de Fénix, convirtiéndose inmediatamente en récord de ventas, situándose entre los discos más vendidos. Durante el año 2012, la banda preparó una celebración de los 21 años del grupo, invitando a ella, a los antiguos integrantes de la banda, Francisco González, Marcelo Muñoz y Gabriel Vingliensoni.

### Poderoso(2013)
Poderoso es un disco grabado en los Estudios Foncea y masterizado en la capital chilena. El álbum fue lanzado con un sello independiente el 9 de mayo en la tienda digital iTunes Store debido al quiebre de contrato entre Lucybell y Feria Music; cuenta sólo con 4 canciones. La placa se caracteriza por ser la primera grabación con todos los integrantes que han pasado por la banda desde su fundación en 1991. El primer sencillo del EP fue lanzado a mediados de abril, y se titula igual que el álbum, se podía descargar en la página oficial del grupo poniendo el código de ticket de la presentación del EP en el Teatro Nescafe de las Artes. El EP puede obtenerse por el momento en su formato digital MP3, en páginas de venta legal como Amazon.com y iTunes Store. 

### Magnético,Peces Tour 20 AñosyLucybell (Rojo) 20 Años(2015-actualidad)
En 2015, la banda realiza una gira por Chile y Ciudad de México con Peces Tour 20 Años, conmemorando así 2 décadas de la salida al mercado de su primer placa, haciendo disponible en 2016, uno de sus shows (En Teatro Cariola), con un EP de 6 canciones en las plataformas digitales. La banda, como trío otra vez, se reactivó a inicios de 2016 con un nuevo sencillo llamado Cuando me acerco a ti. En el transcurso del año también se publicó otro sencillo llamado Salté a tus ojos, ambos como adelantos de un nuevo disco previsto para fin de año. No obstante, al igual que otras bandas como Los Tres y Saiko, el lanzamiento se vería postergado. Recién en marzo de 2017 se oficializó la publicación del nuevo álbum, titulado Magnético, para junio del mismo año. En esos días también se publicó el tercer sencillo del disco, Por amor. Lucybell lanzó definitivamente Magnético el 15 de julio de 2017, subiendo todo el disco a la plataforma YouTube.
Para el año 2018, con la intención de conmemorar 4 lustros de la salida al mercado de tercer álbum Lucybell (reconocido con el tiempo como “Disco Rojo”, por el color de la carátula que venía acompañada de dos aviones), llevan a cabo la exitosa gira Lucybell 20 Años de Disco Rojo, por diversas ciudades del continente americano.

## Miembros
| Miembros actuales - Claudio Valenzuela – voz, guitarra, teclados (1991–presente) - Eduardo Caces – bajo, guitarra, teclados, sintetizadores, coros (1999–presente) - José Miguel Foncea – batería, percusión, coros (2005–presente) | Miembros anteriores - Marcelo Muñoz – bajo, guitarra, teclados, coros (1991–1999, 2012–2014) - Gabriel Vigliensoni – teclados, sintetizadores (1991–1999, 2012–2014); guitarra (1991–1998, 2012–2014) - Francisco González – batería, percusión, bajo, teclados, guitarra, coros, voz (1991–2005, 2012–2014) |

## Discografía
| - 1995: Peces - 1996: Viajar - 1998: Lucybell - 2000: Amanece - 2004: Lúmina - 2006: Comiendo fuego - 2010: Fénix - 2017: Magnético - 2020: Mil caminos - 2001: Sesión futura - 2008: Sesión primitiva | - 1996: Mataz - 2003: Sálvame la vida - 2007: Primitivo - 2013: Poderoso - 2015: Peces 20 Años - 2000: Grandes éxitos - 2003: Todos sus éxitos - 2007: Aquí y ahora |

## Videografía
- De sudor y Ternura
- Vete
- Cuando respiro en tu boca
- Mataz
- Carnaval
- Viajar
- Flotar es caer
- Caballos de histeria
- Sembrando en el amor
- Luces no bélicas
- Milagro
- Ver el fin
- Hoy soñé
- Esperanza
- Sálvame la vida
- Solo crees por primera vez
- Fé
- Infinito amor
- A perderse
- Ave Fenix
- Familiar
- Abre tus ojos
- Te mereces
- Poderoso
- Bosques de Odio
- Salté a tus ojos
- Por Amor
- Magnética Luz
- De este amor no sabrás huir (En vivo)
- Pez sin Auxilio (En vivo)

## Colaboraciones
- 1992 - Grandes valores del under (EMI Odeón Chilena)
- 1993 - Con el corazón aquí (independiente)
- 1998 - Outlandos d'America. Tributo a Police (independiente)
- 1999 - Rock delfín del mundo (Fusión)
- 2000 - Tributo a Los Prisioneros (Warner Music Group)
- 2001 - Tributo a Soda Stereo (BMG)
- 2001 - Después de vivir un siglo. Tributo a Violeta Parra (Warner Music Group)
- 2002 - Sangre eterna. Banda sonora (Warner Music Group)
- 2004 - Rock chileno de los ’90, Vol.1 (EMI Odeón Chilena)
- 2004 - Rock chileno de los ’90, Vol.2 (EMI Odeón Chilena)
- 2004 - Marinero en tierra - Vol. 2 (Warner Music Group)
- 2006 - Mil voces Gladys (Dicap)
- 2007 - Seamos modernos, seamos justos. La pobreza no cae del cielo  (El Escarabajo)
- 2009 - RCatedral en coma. Vol. 4 (independiente)